# Oliver (Columbia Británica)
Oliver es un pueblo canadiense situado en la provincia de Columbia Británica.

## Superficie
Oliver tiene una superficie de 5,49 km².

## Demografía
En 2021, tenía 5094 habitantes, una densidad poblacional de 927,9 hab./km², y 2445 viviendas.